# مرد عنکبوتی (فیلم ۱۹۷۸)
مرد عنکبوتی (ژاپنی: スパイダーマン هپبورن: Supaidāman) یک فیلم در سال ۱۹۷۸ براساس شخصیت مرد عنکبوتی در مارول کامیکس و همچنین یک اسپین-آف از مجموعه ژاپنی مرد عنکبوتی است. این فیلم به‌صورت تئاتریکال در ژاپن منتشر شد.

## داستان
داستان فیلم بین قسمت ۱۰ ("به جهنم شعله ور: اشک‌های زن مار را ببینید") و ۱۱ ("مسمومیت فوق العاده پروفسور هیولا") اتفاق می‌افتد. ارتش صلیب آهنین با کمک هیولای خود، دریای شیطان، یک شمشیر ماهی نیمه مکانیکی که توانایی شلیک اژدر از دهان خود را دارد، در حال خرابکاری در تانکرهای نفتی هستند. مرد عنکبوتی از کمک مأمور پلیس بین پلیس جوزو مامیا استفاده می‌کند تا به او کمک کند تا ارتش صلیب آهنین را متوقف کند. مرد عنکبوتی با استفاده از مارولر کنترل از راه دور خود از بمباران یک مجتمع صنعتی توسط Sea-Devil با انفجار موشک‌هایش در هوا جلوگیری می‌کند. پس از آن، استاد هیولا آن را غول پیکر می‌کند و مرد عنکبوتی باید از مارولر خود استفاده کند تا به یک مکانیک غول پیکر تبدیل شود تا با هیولا مبارزه کند، پس از رد و بدل شدن ضربات، مرد عنکبوتی از شمشیر غول پیکر mechs برای متلاشی کردن Sea-Devil استفاده می‌کند.

## بازیگران
| بازیگر        | نقش                      |
| ------------- | ------------------------ |
| شینجی تودو    | پیتر پارکر / مرد عنکبوتی |
| نوبورو ناکایا | جزی مامیا                |

## تولید
کارگردانی این فیلم بر عهده کویچی تاکموتو و نویسندگی سوسومو تاکاکو بوده‌است. این فیلم اولین حضور شخصیت جوزو مامیا بود که متعاقباً در سه قسمت از سریال قسمت‌های ۱۱، ۱۲ و ۱۴ ظاهر شد. طول این فیلم به اندازه قسمت‌های سریال است اما به صورت عریض فیلمبرداری شده‌است. بدلکاری‌های این فیلم رقص و حرکات آکروباتیک توسط باشگاه اکشن ژاپن (JAC) انجام شده‌است.

## انتشار
این فیلم برای اولین بار در جشنواره فیلم Toei Manga Matsuri در ۲۲ ژوئیه ۱۹۷۸ به نمایش درآمد. در برخی از مناطق غیر آمریکایی منتشر شد. مانند بقیه مجموعه‌ها، این فیلم برای پخش در وب‌سایت رسمی مارول در سال ۲۰۰۹ در دسترس قرار گرفت. بعداً هم فیلم و هم قسمت‌های آن حذف شدند.